# Прогресс М-14М
Прогресс М-14М — транспортный грузовой космический корабль (ТГК) серии «Прогресс», запущенный к Международной космической станции (МКС). 46-й российский корабль снабжения МКС. Серийный номер 414.

## Цель полёта
Доставка на МКС более 2600 кг различных грузов, в числе которых продукты питания (стандартный продуктовый набор для космонавтов: лимоны, апельсины, зелёные яблоки, лук и чеснок), подарки, топливо в баках системы дозаправки, вода для системы «Родник», медицинское оборудование, бельё, средства личной гигиены, а также оборудование для научных экспериментов, проводимых на станции. Доставка на МКС оборудования для американского сегмента станции, в том числе продукты питания, средства санитарно-гигиенического обеспечения.

## Хроника полёта
- 26.01.2012, в 03:06:40 (MSK) (25 января в 23:06:40 UTC) — запуск с космодрома Байконур;
- 28.01.2012, в 04:08:54 (MSK) (00:08:54 UTC) — осуществлена стыковка с МКС к стыковочному узлу на агрегатном отсеке служебного модуля «Пирс». Процесс сближения и стыковки проводился в автоматическом режиме;
- 20.04.2012, в 15:04:00 (MSK), (12:04:00 UTC) — ТГК отстыковался от орбитальной станции и отправился в автономный полёт.

## Перечень грузов
Суммарная масса доставленных грузов 2669 кг.
| Название | Масса (кг) |
| --- | ---------- |
| Топливо в баках системы дозаправки                                                                                              | 539        |
| Газ в баллонах средств подачи кислорода (СрПК):                                                                                 |            |
| Кислород | 50         |
| Вода в баках системы «Родник»                                                                                                   | 420        |
| Топливо в КДУ для нужд МКС | 250        |
| Грузы, доставляемые в герметичном отсеке (суммарная масса — 1410 кг):                                                           |            |
| Оборудование для систем: |            |
| водообеспечения | 107        |
| обеспечения теплового режима | 40         |
| управления и связи «Регул-ОС»                                                                                                   | 36         |
| телевизионной | 8          |
| Средства технического обслуживания и ремонта                                                                                    | 3          |
| Средства санитарно-гигиенического обеспечения                                                                                   | 156        |
| Средства противопожарной защиты                                                                                                 | 6          |
| Средства освещения | 17         |
| Средства межмодульной вентиляции                                                                                                | 14         |
| Контейнеры с рационами питания, свежие продукты                                                                                 | 304        |
| Медицинское оборудование, бельё, средства личной гигиены и профилактики воздействия невесомости                                 | 184        |
| Оборудование для ФГБ «Заря» | 3          |
| Оборудование для СО-1 «Пирс» | 7          |
| Оборудование для МИМ-1 «Рассвет»                                                                                                | 24         |
| Оборудование для МИМ-2 «Поиск»                                                                                                  | 5          |
| Оборудование для различных научных экспериментов: «Типология», «Иммунно», «Биодеградация», «Матрёшка-Р», «Выносливость», «Тест» | 88         |
| Бортдокументация, посылки для экипажа, комплект для фотоаппаратуры                                                              | 37         |
| Комплект предметов для российских членов экипажа                                                                                | 164        |
| Оборудование для американского сегмента, в том числе продукты, средства санитарно-гигиенического обеспечения                    | 199        |

## Научная работа
ТГК «Прогресс М-14М», на девять дней превратился в объект научного эксперимента «Радар-Прогресс». Его целью является изучение изменения различных характеристик ионосферы (в частности, плотности, температуры, ионного состава локальных неоднородностей) при работе жидкостных ракетных двигателей космических аппаратов. В ходе проведения опыта ТГК ежедневно совершал по одному манёвру небольшой длительности со включением двигателей. Специалисты следили за возникающими изменениями, используя радар некогерентного рассеяния института солнечно-земной физики Сибирского отделения РАН. Эксперимент «Радар-Прогресс» проводился второй раз.